# Pol 3.14
 (juin 2023).
Pol 3.14 est un groupe de pop rock espagnol, originaire de Madrid, dont le seul membre est Joaquín Polvorinos, chanteur et guitariste. Le groupe gagne en popularité après avoir interprété ses chansons dans la 9e saison de la série télévisée espagnole Los hombres de Paco. Les chansons les plus connues du groupe sont Lo que no ves, suivie de Bipolar, une chanson qui leur a valu un succès immédiat après leur apparition dans la série télévisée, et A ras del cielo, une chanson qui fait partie de la bande originale du film espagnol Trois Mètres au-dessus du ciel.

## Histoire
Joaquín Polvorinos commence à jouer de la guitare après avoir entendu une chanson d'Antonio Vega lors d'un concert d'un de ses amis. Il commence à jouer dans les bars et les clubs de Madrid où il commence à composer ses propres chansons et fait la rencontre du reste de son groupe, jusqu'au jour où ils sont tombés sur l'équipe de casting de Los hombres de Paco dans El Búho. C'est à partir de ce moment-là que leur vie a pris un virage à 180 degrés. Leurs chansons deviennent la bande originale de la 9e saison en 2010. Après ce boom, vient le film Trois Mètres au-dessus du ciel dans lequel ils composent A ras del cielo et font également plusieurs participations dans la série espagnole El Barco. À la suite de leur succès dans la série Los hombres de Paco, la société de production Them Films décide de sortir leur premier album Pol 3.14, qui est produit par Manel Santisteban et Suso Saiz. Sa chanson principale s'intitule Bipolar et sort le 1er juin 2010. Leur répertoire est complété par neuf autres chansons enregistrées exclusivement avec le soutien d'une guitare, d'une basse et d'une batterie.
Après la sortie des vidéos de leurs singles Bipolar et Lo que no ves, ils deviennent un phénomène Internet avec plus de 3 500 000 vues sur YouTube et plus de 2 000 000 sur la plateforme Tuenti. Une de leurs chansons Lluvia en las Pestañas est adaptée et modifiée pour devenir A ras del cielo, le thème principal du film Tres metros sobre el cielo de Fernando González Molina, dont la première a lieu en décembre 2010. La même année, Pol 3.14 est nommé aux Prix 40 Principales dans la catégorie « Nouveau groupe », mais le prix est remporté par le groupe musical espagnol Maldita Nerea.
En 2011, il est sélectionné pour participer, avec cinq autres groupes, à l'événement Coca-Cola Music Experience, l'un des principaux projets visant à commémorer le 125e anniversaire de la marque de boisson gazeuse. Pol est chargé de reprendre la célèbre chanson Al mundo entero, interprétée en 1971 par le groupe britannique New Sekkers. En 2012, sa chanson Piensa, tirée de son premier album Pol 3.14, apparait en arrière-plan de l'épisode 10 de El Barco sur la chaîne Antena 3. Et c'est la chanson Jóvenes Eternamente, leur premier single de leur nouvel album homonyme, qui atteint la 2e position sur iTunes après sa présentation exclusive dans El Barco la même année.
Après la sortie de ses deux albums Pol 3.14 (2010) et Jóvenes eternamente (2012), Pol revient, mais en produisant Solo (2014), son troisième album auto-produit. Au lieu de sombrer, il décide de prendre un tournant inattendu dans sa carrière musicale et de quitter la discographie dans laquelle il se trouvait, ce qu'il essayait de faire depuis un certain temps. Après cet accident, au cours duquel une moto lui est tombée dessus et où il s'est retrouvé avec une fracture, il a tenu à repartir à zéro et à effacer 3.14 de son nom. Avec cet album, il devient plus fort et traverse le processus de production solo, de sorte à produire des albums pour d'autres artistes, comme il l'explique dans une interview avec Cadena Ser en 2014. Il compte sur ses coéquipiers du groupe et d'autres grands amis comme Carlos Tristesse, Alex Mel, Nuria Elósegui, Maryan Frutos ou Gloria Aura qui ont collaboré à la réalisation de son album, qu'il a présenté en avant-première le 17 décembre 2014 à la salle Movy Dick de Madrid devant un public.
Après cette sortie, ils se produisent dans quelques festivals espagnols, dont l'Arenal Sound Festival (à Castellón) en 2016. Avec trois albums derrière eux, en 2018 sort leur quatrième album Conexiones artificiales (au label Warner) teinté pop rock, loin du rock classique. C'est un album qui comprend dix titres et deux titres bonus avec Sidonie et Iván Ferreiro. Après un an de travail pour sortir l'album, une reprise pratiquement terminée est mise de côté et des changements de dernière minute sont effectués pour la version finale, qui a été produite par Fermín Bouza (Correos) et José Caballero producteurs de l'album aux Estudios NEO à Aranda del Duero.

## Discographie

### Albums studio
- 2010 : Pol 3.14
- 2012 : Jóvenes eternamente
- 2014 : Solo
- 2018 : Conexiones artificiales

### Collaborations
- A ras de cielo pour le film Trois Mètres au-dessus du ciel[1]
- Al mundo entero pour Coca-Cola Music Experience.
- Jóvenes eternamente pour la série El Barco